# 大エロベイ島

赤道ギニアとガボンの国境地帯の地図。北が赤道ギニア（リオ・ムニ）、中央がエロベイ諸島。大エロベイ島はエロベイ諸島のうち南西の島。

大エロベイ島（だいエロベイとう、スペイン語: Isla de Elobey Grande）は、赤道ギニアのリトラル県沖合にある島。
エロベイ・グランデ島とも書かれる。
ミテメレ川の河口付近にあり、北東の小エロベイ島と共にエロベイ諸島の一部を形成する。
2.27平方キロメートルの面積を有する無人島であるが、赤道ギニアとガボンとの国境付近にあり、赤道ギニアの領土・領海形成に重要な位置を占めている。
島内の最高点は標高80mである。